# Parque Nacional de Aparados da Serra
Parque Nacional de Aparados da Serra är en nationalpark i Brasilien.   Den ligger i delstaten Rio Grande do Sul, i den södra delen av landet, 1 500 km söder om huvudstaden Brasília. Parque Nacional de Aparados da Serra ligger 6 meter över havet.
Terrängen runt Parque Nacional de Aparados da Serra är huvudsakligen platt, men västerut är den kuperad. Närmaste större samhälle är Torres, 14,0 km sydost om Parque Nacional de Aparados da Serra.
Omgivningarna runt Parque Nacional de Aparados da Serra är en mosaik av jordbruksmark och naturlig växtlighet. Runt Parque Nacional de Aparados da Serra är det ganska tätbefolkat, med 56 invånare per kvadratkilometer.